# Ličko Petrovo Selo
Ličko Petrovo Selo är en ort i Kroatien.   Den ligger i länet Lika, i den centrala delen av landet, 110 km söder om huvudstaden Zagreb. Ličko Petrovo Selo ligger 361 meter över havet och antalet invånare är 110.
Terrängen runt Ličko Petrovo Selo är kuperad åt sydväst, men åt nordost är den platt. Runt Ličko Petrovo Selo är det ganska glesbefolkat, med 38 invånare per kvadratkilometer. Närmaste större samhälle är Jezerce, 7,2 km väster om Ličko Petrovo Selo. Omgivningarna runt Ličko Petrovo Selo är en mosaik av jordbruksmark och naturlig växtlighet.